# Марк Фелт
Вільям Марк Фелт старший (англ. William Mark Felt Sr.; 17 серпня 1913 — 18 грудня 2008) був спеціальним агентом Федерального бюро розслідувань (ФБР) та помічником директора Бюро, другою посадовою особою ФБР, з травня 1972 р. і до виходу на пенсію в червні 1973 року. Протягом цього часу, як помічник директора, Фелт працював анонімним інформатором, який отримав прізвисько «Глибока горлянка» від журналістів Боба Вудворда та Карла Бернстайна з The Washington Post . Він надав їм критичну інформацію про скандал Вотерґейт, скандал, який урешті-решт призвів до відставки президента Річарда М. Ніксона в 1974 році. Незважаючи на те, що особистість Фелта, як «Глибока горлянка», була запідозрена деким у Білому домі, зокрема самим Ніксоном, і була спровокована багатьма іншими підозрами, проте справжнє ім'я іформатора залишалося таємницею протягом 30 років.
У 2005 році Фельт, нарешті, визнав, що він «Глибока горлянка», після переконання його дочки, щоб виявити свою ідентичність.
Фелт працював у кількох відділах ФБР до підвищення в штаб-квартиру Бюро у Вашингтоні, округ Колумбія. У 1980 році Фелт був визнаний винним у порушенні цивільних прав людей, які вважали себе пов'язаними з учасниками Weather Underground, замовивши агентам ФБР розбити в їх будинки та шукати приміщення в рамках спроби запобігти бомбардуванню. Йому було наказано сплатити штраф, але він був помилуваний президентом Рональдом Рейганом під час його апеляції.
Фелт опублікував два спогади: «Піраміди ФБР», 1979 р. (Оновлено в 2006 р.), «Жіноче життя», написане Джоном О'Коннором у 2006 році. У 2012 році ФБР опублікував особову справу «Фелта», який охоплює період від З 1941 по 1978 рр. Він також випустив файли, що стосуються загрози здирництва, здійсненої проти Фельта в 1956 році.